# Награда Ацо Шопов
Ацо Шопов је награда, највише поетско признање које додељује Друштво писаца Македоније. Име је добила по једном од највећих македонских пјесника Аци Шопову и додјељује се за најбољу књигу поезије објављене претходне године. Традиционално се додјељује заједно са још три награде Друштва македонских писаца 13. фебруара, сваке године, на дан оснивања друштва.

## Добитници
| Година | Добиник                      | За књигу           |
| ------ | ---------------------------- | ------------------ |
| 1998.  | Михаил Ренџов                | Ја сам Оксиморон   |
| 2000.  | Матеја Матевски              | Унутрашњи пејзаж   |
| 2001.  | Анте Поповски                | Света пјесма       |
| 2002.  | Петар Т. Бошковски           | Критична тачка     |
| 2003.  | Гане Тодоровски              | Пастир или ратник  |
| 2004.  | Катица Ћулавкова             | Слијеп угао        |
| 2005.  | Веле Смилевски               | Педесет дезерта    |
| 2006.  | Ристо Лазаров                | Чехопек            |
| 2007.  | Вера Чејковска               | Ивица              |
| 2008.  | Иван Василевски              | Патке              |
| 2009.  | Јован Стрезовски             | Слојеви            |
| 2010.  | Благој Самоников             | Нејасно мирно      |
| 2011.  | Ристо Г. Јачев               | Управљање временом |
| 2012.  | Весна Ацевска                | Будност.Лотос      |
| 2013.  | Братислав Ташковски          | Лоше пјесме        |
| 2014.  | Радован Павловски            | То је вјечност     |
| 2015.  | Славе Ђорго Димоски          | Језички триптих    |
| 2016.  | Гордана Михаилова Бошнакоска | Пјесма на брду     |
| 2017.  | Ристо Василевски             | Оде у кругу        |